# Dorfkirche Gorsdorf

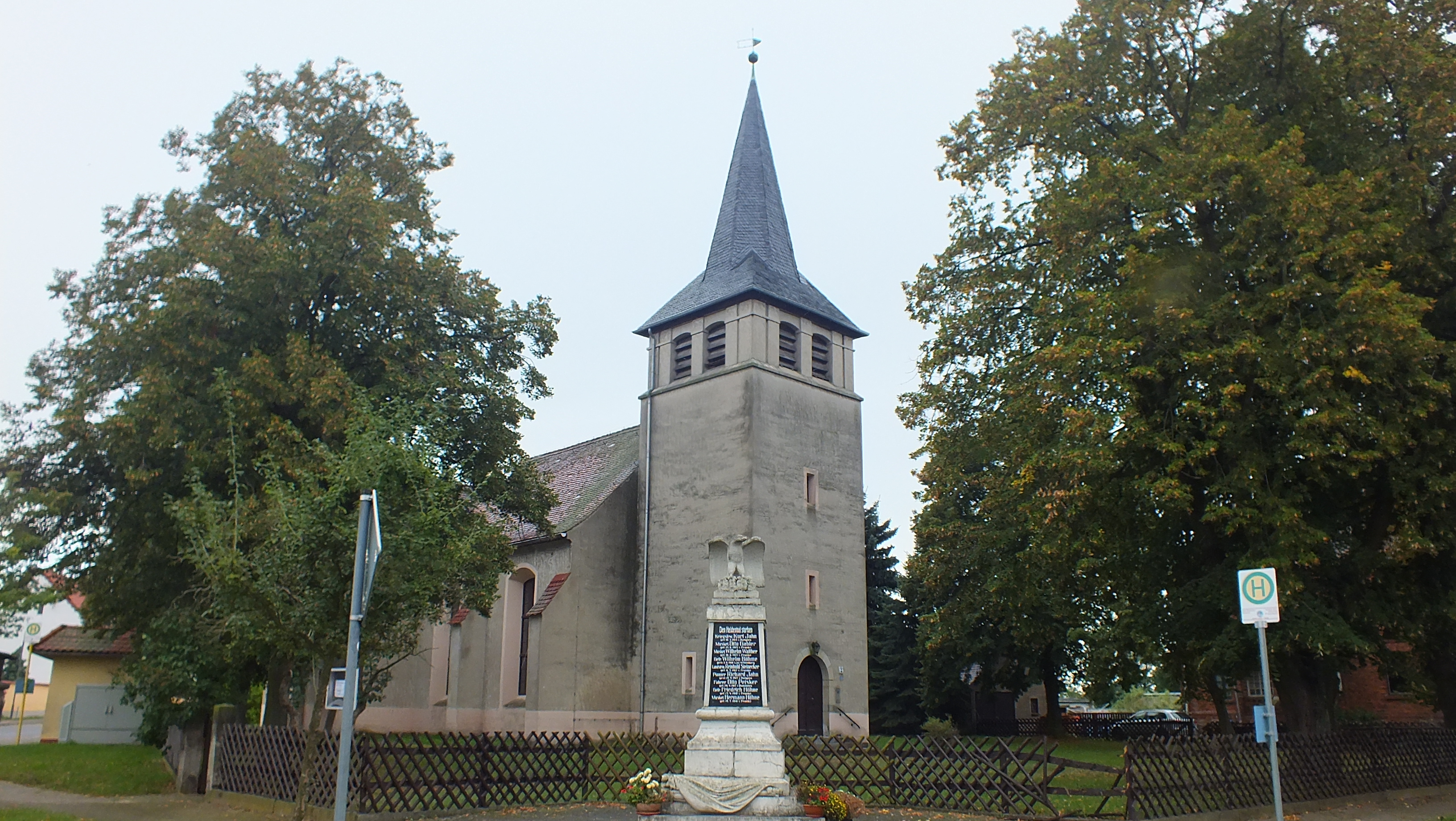
Kirche Gorsdorf

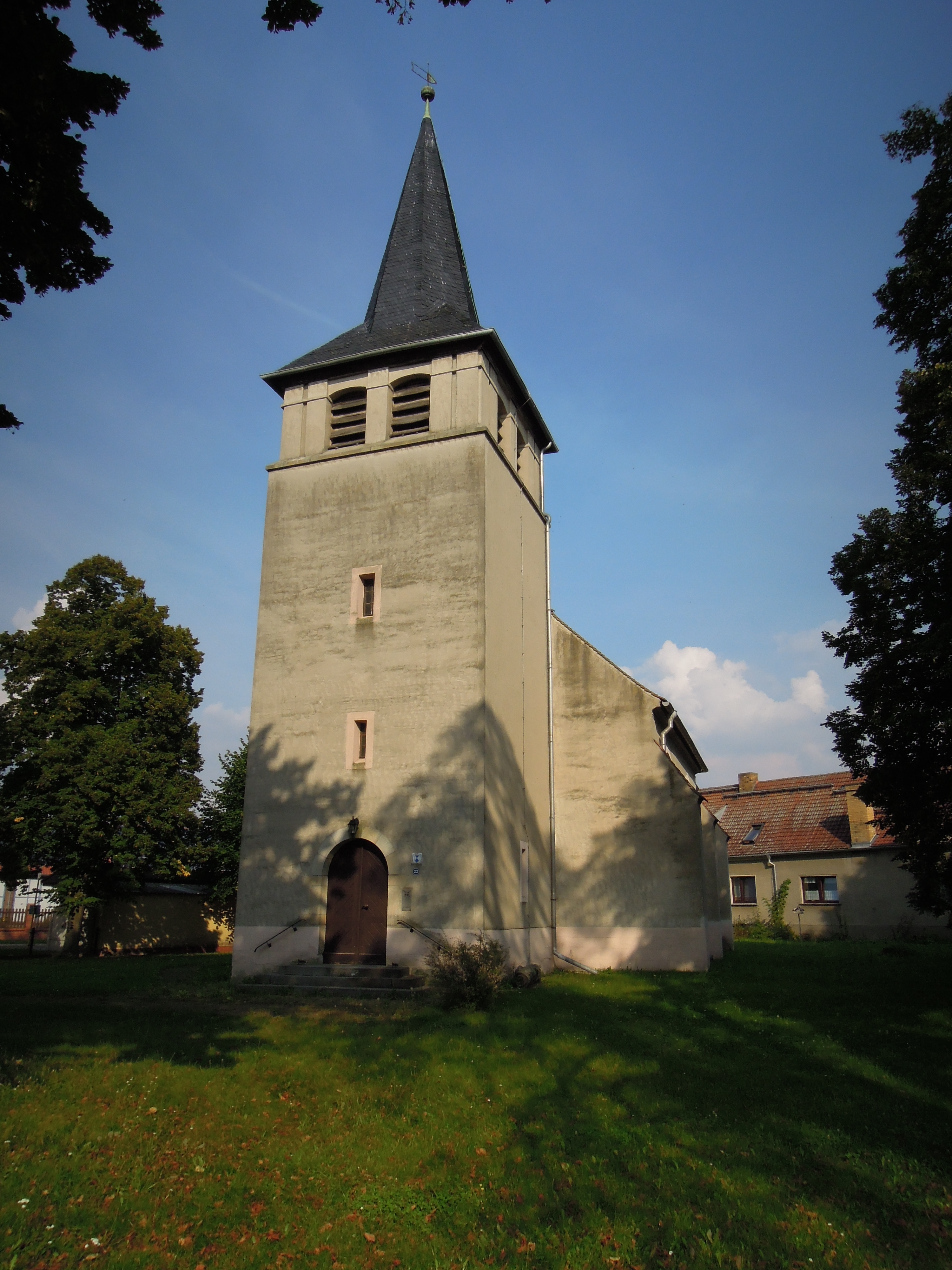
Anblick September 2014

Die unter Denkmalschutz stehende Dorfkirche Gorsdorf befindet sich in Gorsdorf, einem Stadtteil der Stadt Jessen im Landkreis Wittenberg in Sachsen-Anhalt. Sie wurde im Jahr 1620 errichtet. Nach einer teilweisen Zerstörung durch einen Brand im Jahr 1832 erfolgte der Wiederaufbau bis 1838.

## Beschreibung

### Gebäude
Die Kirche ist ein verputzter Backsteinbau mit einem eingezogenen, fünfseitigen Ostschluss. Der quadratische Turm des Bauwerks befindet sich an der Westseite. Das Glockengeschoss sowie der Spitzhelm des Kirchturms stammen aus dem Jahr 1911. Eine Restaurierung des Turmes erfolgte 1992. Ein tonnengewölbter Sakristei-Anbau mit einer Patronatsloge im Obergeschoss befindet sich an der Nordseite des Chors.

### Innenraum und Ausstattung
Nach dem Brand von 1832 wurde der Innenraum der Kirche mit einer flachen Putzdecke ausgestattet. Die dreiseitige Empore steht auf Eisenstützen und stammt wie das Gemälde in der Altarwand aus der Zeit der Wiedererrichtung. Der ehemalige, aus Holz gefertigte Altaraufsatz befindet sich an der Nordwand vor der zugesetzten Herrschaftsloge. Er stammt aus der ersten Hälfte des 17. Jahrhunderts und zeigt im Gemälde das Abendmahl sowie im Aufsatz die Wächter am leeren Grab Christi. Die aus der Spätromanik stammende, und aus Sandstein gefertigte Taufe hat eine runde Kuppa mit einem Rundbogenfries. Der Orgelprospekt der Kirche ist in barocken Formen gehalten.